# Powstanie Razina
Powstanie Razina – powstanie chłopskie w Rosji w latach 1665–1671 dowodzone przez Stiepana Razina. 
Kozak Stiepan Razin w 1665 został przywódcą Kozaków z górnego biegu Donu. Początkowo dokonywał napadów na obszarach nad dolną Wołgą, a od 1668 na perskie wybrzeże Morza Kaspijskiego. Za zwrot łupów w postaci broni, statków i jeńców otrzymał od władz carskich amnestię dla siebie i swoich ludzi zwanych Razinowcami. Jednak w kwietniu 1670 dowodząc  około 7000 kozaków zdobył Carycyn, a następnie Astrachań. W tym czasie do jego armii dołączyli chłopi oraz Baszkirzy tak, że jego siły wzrosły do około 20 000 ludzi. Po zdobyciu Saratowa przeciwko powstańcom wyruszyła armia carska. W dniach 15–16 października 1670 doszło do bitwy pod Symbirskiem, którą Razinowcy przegrali. Wojskami rosyjskimi uczestniczącymi w tłumieniu powstania dowodził Jurij Dołgorukow. Ostatnim ośrodkiem oporu powstańców był Astrachań, który został zdobyty 8 grudnia 1671. Razin został ujęty i po przewiezieniu do Moskwy stracony.